# خورشیدگرفتگی ۳۱ مارس ۲۰۷۱
خورشیدگرفتگی ۳۱ مارس ۲۰۷۱ (به انگلیسی: Solar eclipse of March 31, 2071) یک خورشیدگرفتگی از نوع خورشیدگرفتگی حلقه‌ای است. این خورشیدگرفتگی در تاریخ ۳۱ مارس ۲۰۷۱ میلادی (‎۱۱ فروردین ۱۴۵۰ خورشیدی) روی خواهد داد که زمان اوج آن، ساعت ۱۵:۰۱:۰۶ به‌وقت ساعت هماهنگ جهانی است. مدت زمان و طول این خورشیدگرفتگی ۰ دقیقه و ۵۲ ثانیه خواهد بود.